# Idée fixe
Idée fixe – album Czesława Niemena wydany w roku 1978. Jest to pierwszy polski album rockowy składający się z 3 płyt gramofonowych (dwie płyty długogrające i jedna EP). Wersja kompaktowa została wydana w boksie Od początku II jako 2 oddzielne CD (Idée fixe I i Idée fixe II). We wrześniu 2020 roku ukazała się pierwsza w historii, winylowa reedycja albumu, obejmująca dwa kolorowe longplaye i singiel, który w przeciwieństwie do pierwowzoru, przeznaczony jest do odtwarzania w prędkości 33 1/3 RPM.

## Lista utworów

### Płyta 1 (SX 1570)
Strona A
1. „QSS I/Pytanie o naszą skromność”
2. „Larwa/Wszechcywilizacji społeczny blues”
3. „Moja piosenka”
4. „W poszukiwaniu źródła”

Strona B
1. „Chłodna ironia przemijających pejzaży” a) „Marmur biały” b) „Egejski błękit”
2. „Straceńcy/Nie tylko z wypraw krzyżowych”
3. „Laur dojrzały”

### Płyta 2 (SX 1571)
Strona A
1. „Idącej kupić talerz pani M.”
2. „Białe góry”
3. „Legenda scytyjska”

Strona B
1. „QSS II/Nawoływanie”
2. „Twarzą do Słońca”
3. „Credo” a) „Pochwała pracy”, b) „Promethidion” fragment, c) „Burza i kolory tęczy”

### Płyta 3 (EP) (SN 0770)
Strona A
Muzyka do sztuki Juliusza Słowackiego „Sen srebrny Salomei” (Fragmenty)
1. „Proroctwo Wernyhory”
2. „Spotkanie Leona i Salomei”
3. „W obozie ukraińskim”
4. „Zazdrość Semenki”
5. „Przybycie regimentu”
6. „Defilada”
7. „Mazurek weselny”

Strona B
1. Muzyka do sztuki Juliusza Słowackiego „Sen srebrny Salomei” – „Pieśń Wernyhory”

## Skład zespołu
- Czesław Niemen − śpiew, syntezatory, fortepian elektryczny, fortepian, melotron, clavinet
- Maciej Radziejewski − gitara
- Sławomir Piwowar − gitara akustyczna
- Jerzy Dziemski − gitara basowa, skrzypce
- Stanisław Kasprzyk − perkusja, instrumenty perkusyjne
- Zbigniew Namysłowski − saksofony